# Stefan Dreizler
Stefan Dreizler   (* 30. August 1963 in Freiburg im Breisgau) ist ein deutscher Astronom und Astrophysiker und Hochschullehrer für Astrophysik an der Georg-August-Universität Göttingen.
Dreizler studierte Physik an der Christian-Albrechts-Universität zu Kiel, an der er 1992 mit einer Dissertation über Modellatmosphären und Spektralanalysen eines Sterns im Spätstadium seiner Entwicklung promoviert wurde. Danach war er wissenschaftlicher Mitarbeiter am Astronomischen Institut der Universität Erlangen-Nürnberg., war 1995/96 am Institut für Astronomie und Astrophysik der Universität Kiel und danach wissenschaftlicher Assistent und später Hochschuldozent an der Eberhard-Karls-Universität Tübingen, an der er sich 2000 über die Entwicklung weißer Zwerge habilitierte. 1996 wurde er Direktor der Sternwarte Göttingen, 2003 wurde er ebenda Professor für Astrophysik.
Dreizler befasst sich vor allem mit stellarer Astrophysik (Modellierung von Sternatmosphären, Spätstadien der Sternentwicklung wie weiße Zwerge und andere kompakte Objekte, die über die Röntgenemission in Doppelsternsystemen beobachtet werden) und planetarer Astrophysik (Exoplaneten). 2018 gehörte er zu den Entdeckern eines Planeten (Supererde) um Barnards Stern (Barnards Stern b, Gl 699 b), einem Roten Riesen mit der schnellsten scheinbaren Bewegung aller Sterne. Der Exoplanet hat 3,2 Erdmassen und umkreist Barnards Stern in einem Abstand von 40 Prozent des Abstands von Erde zu Sonne, so dass an der Oberfläche wahrscheinlich minus 150 Grad Celsius herrschen.
Für Beobachtungen nutzt er mit seiner Gruppe unter anderem das Very Large Telescope (VLT) der Europäischen Südsternwarte am Paranal (Multi Unit Spectroscopic Explorer, MUSE) und das ferngesteuerte (Roboter-)Teleskop MONET am South African Astronomical Observatory.
Er ist seit 2016 Mitglied der Göttinger Akademie der Wissenschaften.

## Schriften (Auswahl)
Außer die in den Fußnoten zitierten Arbeiten.
- Modellatmosphären im Non-LTE : Spektralanalyse von sdO-Sternen, Dissertation, Kiel 1991
- mit K. Werner: Spectral analysis of hot helium-rich white dwarfs, Astronomy and Astrophysics, Band 314, 1996, S.  217
- mit U. Heber: Spectral analyses of PG 1159 star: constraints on the GW Virginis pulsations from HST observations, Astronomy and Astrophysics, Band 334, 1998, S.  618
- mit K. Werner: The classical stellar atmosphere problem, Journal of Computational and Applied Mathematics, Band 109, 1999, S. 65
- mit T. Rauch, P. H. Hauschildt u. a.: Spectral types of planetary host star candidates: Two new transiting planets, Astronomy and Astrophysics, Band 391, 2002,  L17
- mit S. Schuh, J. Huber, u. a.: HS 0702+6043: a star showing both short-period p-mode and long-period g-mode oscillations, Astronomy and Astrophysics, Band 445, 2006,  L31
- mit S. D. Hügelmeyer, P. H. Hauschildt u. a.: Radiative transfer in circumstellar disks. I. 1D models for GQ Lupi, Astronomy and Astrophysics, Band 498, 2009, S. 793
- mit G. Anglada-Escudé, H. R. A. Jones: Two planets around Kapteyn’s star: a cold and a temperate super-Earth orbiting the nearest halo red-dwarf, Monthly Notices of the Royal Astronomical Society: Letters. Nr. 442, 2014, L89.